# Herman Dune
 (décembre 2024).
Si vous disposez d'ouvrages ou d'articles de référence ou si vous connaissez des sites web de qualité traitant du thème abordé ici, merci de compléter l'article en donnant les références utiles à sa vérifiabilité et en les liant à la section « Notes et références ».
Herman Dune est un groupe de folk rock français, originaire de Paris. Il s'agit désormais du projet musical personnel de David-Ivar Herman Düne.

## Biographie

### Formation et débuts
David-Ivar Herman Düne est né à Paris en 1976. Son ainé André Herman Düne, quant à lui, est né en 1973. Les deux frères grandissent en France, dans une famille aux origines suédoises et marocaines. Leur grand-père maternel, ancien diplomate, les initie aux langues anglaise et suédoise lors de leurs séjours en Suède. Ils forment à Paris dans les années 1990 le trio Herman Düne, les deux frères se partagent la guitare et le chant tandis qu'Omé tient la batterie.
Pendant plusieurs années, le trio compose, donne des concerts, auto-enregistre une centaine de chansons et diffuse quelques EP. C'est à la suite de la rencontre du label parisien Prohibited Records (fondé par les membres de Prohibition) que le groupe sort en mai 2000 son premier album Turn Off The Light. L'album est enregistré dans des conditions live en deux jours seulement.
Durant l'année, John Peel les invite à ses Peel Sessions sur la BBC, ce qui leur permet de développer leur notoriété en Angleterre et en Europe. En tout, entre 2000 et 2004, Herman Düne aura participé à six Peel Sessions, ce qui est un record pour un groupe français. À la suite de la sortie de Turn Off the Light, le groupe tourne en Angleterre, en France, en Suisse, en Italie, en Belgique et aux États-Unis notamment pour le festival South By South West, à Austin. Un maxi intitulé Fire sort chez Prohibited Records en février 2001 à l’occasion des derniers concerts européens.

### Années 2000
En 2001, le label californien Shrimper sort de manière confidentielle aux États-Unis l'album They Go to the Woods. Durant cette année, Omé est remplacé par Néman (batterie, percussions et chœurs). Le groupe enregistre dans une usine en Suisse avec Fabrice Laureau (Prohibition) l'album titré Switzerland Heritage, en référence aux origines suisses de Néman. En 2003, le groupe sort dans la foulée deux albums : Mas Cambios, composé et enregistré à New York est publié sur le label anglais Track & Field, il contient des sonorités plus pop que ses prédécesseurs. L'album Mash Concrete Metal Mushrooms quant à lui est publié par Shrimper Records. Herman Düne tourne aux Etats-Unis avec Kimya Dawson et avec Julie Doiron.
En 2005, le trio français accède à de meilleures conditions d'enregistrement et produit avec Richard Fromby en Angleterre l'album Not on Top. Accompagnés de Julie Doiron et de leur sœur Lisa, ils font le choix d'enregistrer en mono, comme souvent en analogique et en direct, privilégiant les premières prises et la spontanéité. En 2006, l'album Giant propulse Herman Düne vers une reconnaissance bien plus large, grâce à des tournées intensives à travers le monde, une bonne présence en radio, et le succès du single I Wish that I Could See You Soon et de sa vidéo, réalisée par Toben Seymour. Le titre sera cité par le magazine Rolling Stone parmi les 100 meilleures chansons de l'année 2007.
Herman Düne entame une période de son parcours plus professionnelle et encadrée, André qui désormais vit à Berlin donne son dernier concert avec le groupe le 13 décembre 2006, avant de le quitter et de se consacrer à sa carrière solo sous le pseudonyme de Stanley Brinks.

### Une reconnaissance plus large
Après le départ d'André, le nom du groupe perd son tréma sur le u. La collaboration avec Richard Formby est renouvelée en 2008 avec l'album Next Year In Zion, enregistré en Provence sur un des rares exemplaires de consoles dont les Beatles se servaient à Abbey Road. Le single My Home Is Nowhere Without You, dont la mélodie de la chanson, qui n'est pas sans rappeler la chanson Precious Time du chanteur irlandais Van Morrison, remporte un énorme succès.
En 2010, Herman Dune lance sa propre compagnie Strange Moosic. Ils partent enregistrer de nouvelles chansons à Portland en Oregon avec Adam Selzer (The Decemberists), et sortent ces enregistrements sur un album appelé Strange Moosic. Tell Me Something I Don't Know, le premier single, annonce des changements avec une vidéo où figurent un jeune yéti bleu (Baby Blue) et l'acteur de Mad Men Jon Hamm. En 2012, Herman Dune n'est plus le groupe confidentiel de ses débuts. Dans le registre télévisuel, Nagui les invite régulièrement à l’émission Taratata où ils effectuent des duos avec Raphaël ou Gaëtan Roussel. Dans le registre du prêt à porter, la marque de vêtements pour enfants Petit Bateau s'associe au duo parisien pour lancer une collection portant leur nom. En 2013, ils composent la bande originale du film Mariage à Mendoza d'Édouard Deluc.

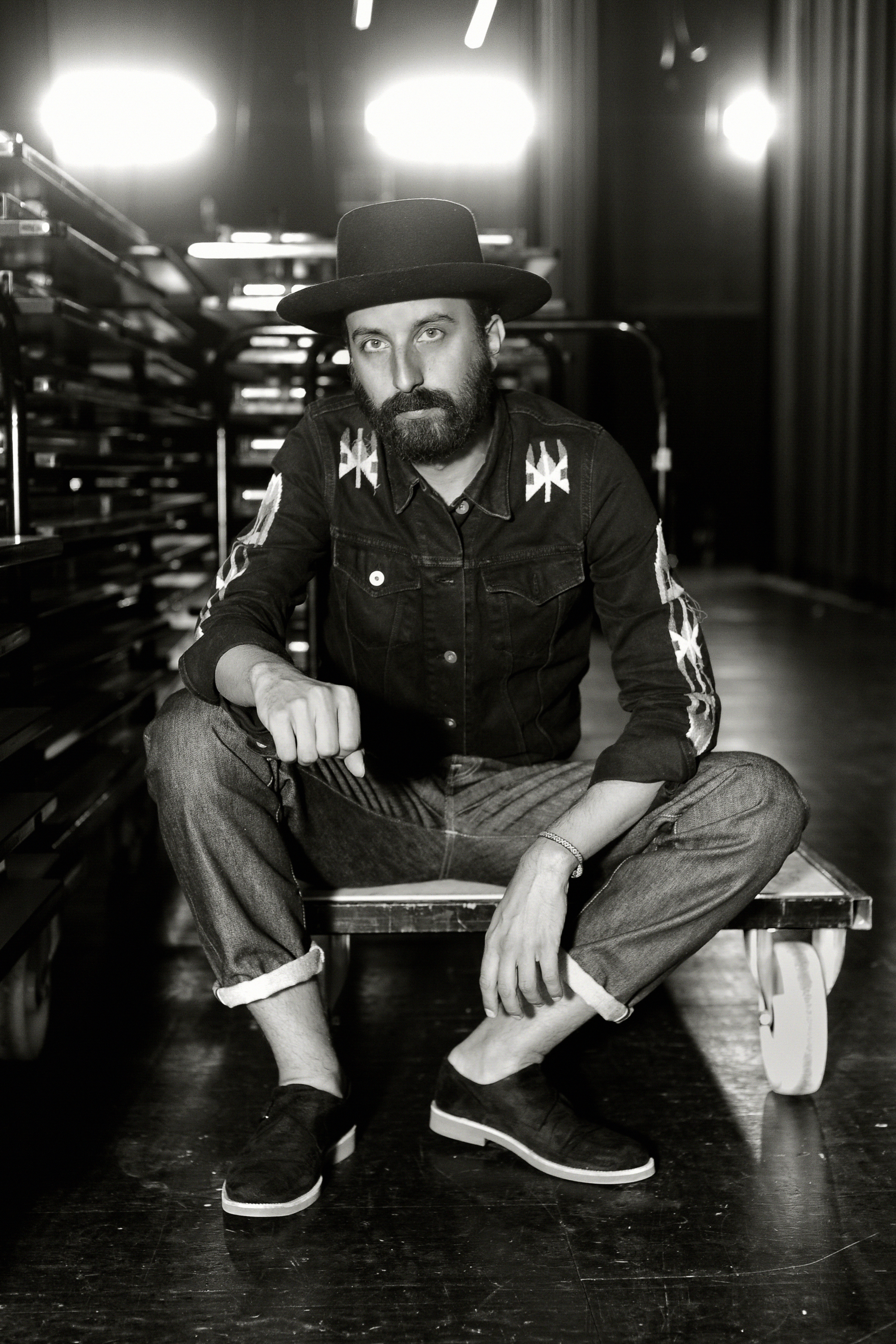
David-Ivar Herman Düne, du groupe Herman Düne, 2011

### Départ à San Pedro
En 2015, David Ivar réside désormais à San Pedro en Californie. En mai 2018, sept ans après Strange Music, David Ivar sort de manière plus confidentielle que ses prédécesseurs le treizième album d'Herman Dune intitulé Sweet Thursday, l'album est enregistré en deux jours dans son studio personnel, avec de nouveaux musiciens (Kyle McNeill et Lewis Pullman). Le titre fait référence à un roman de John Steinbeck et le style musical s'oriente vers des sonorités américaines traditionnelles qui rappellent Bob Dylan ou Jonathan Richman. À la fin de l'année sort également San Pedro Blues sur lequel David Ivar joue de tous les instruments.
En 2020, sort Notes from Vinegar Hill, enregistré pendant le confinement de la pandémie de Covid-19 et fortement inspiré du quartier de Vinegar Hill dans lequel David Ivar habite. Les thèmes abordés sont l’angoisse de l’isolement, la condition d’immigrant, la Californie, l’océan et la vie avec ses trois chats.

## Style musical et collaborations
Leurs influences vont de Lou Barlow (Sebadoh entre autres) à The Mountain Goats en passant par Cat Power et Silver Jews. Ils se concentrent sur l'écriture de chansons, les rythmes accrocheurs, et le jeu de guitare, avec comme marque de fabrique la voix reconnaissable de David-Ivar.
En 2005, après huit albums studio, le groupe revendiquait l'écriture de plus de quatre cents chansons. Le groupe a l'habitude de tester ses nouvelles compositions avant de les enregistrer, et de se faire accompagner d'autres artistes comme Julie Doiron, Turner Cody, The Baby Skins, Étienne Jaumet, Kimya Dawson, Jolie Holland ou The Mountain Goats. André et David-Ivar ont chacun contribué à une chanson de l'album de Françoiz Breut Une saison volée (2005).

## Carrières indépendantes

### André
Après quelques albums sortis sous le nom de André Herman Dune ou AHD, il adopte le pseudonyme de Stanley Brinks et multiplie les enregistrements qu'il diffuse le plus souvent sur de simples CD-R. Il tourne en France, en Allemagne et en Angleterre, accompagné parfois sur scène par les Wave Pictures avec lesquels il enregistre trois albums.

### David-Ivar
En 2004, David-Ivar sort un album intitulé Ya Ya sous le nom de David-Ivar & Herman Dune. En 2015, il sort l'album Black Yaya sur le label berlinois City Slang, le titre Paint a smile on me rencontre un grand succès. Il publie également la même année un album pour la jeunesse, illustré par Marion Hanania, aux éditions Gallimard : Diable d'où viennent-ils ?

### Néman
Depuis 2006, Néman se retrouve souvent derrière ses platines pour devenir Cosmic Néman. Il forme avec Étienne Jaumet, saxophoniste de The Married Monk, le duo électro psychédélique Zombie Zombie. Fan de films d'horreur, le groupe sort en 2010 un album de reprises des bandes-son des films de John Carpenter, intitulé Zombie Zombie Plays John Carpenter.

## Discographie

### Album studio
- 2018 : Santa Cruz Gold (Santa Cruz Records)

1. Life on the Run	4:31
2. A Good Man's Got Nothing to Prove	3:53
3. Crazy Blue 4:10
4. Lemon 3:16
5. All We Have Is Our Love 3:26
6. She Ushered Me Back into My Grave	3:36
7. Erotica 2:46
8. Undiscarded Jacaranda	3:57
9. Gatsbyfied 4:59
10. I Found a New Me 3:25
11. Man on the Road 3:55
12. Hanukkah O Hanukkah (A Miracle of Lights) (Bonus Track) 3:28
13. Baby's Got a Fancy See-Through Hat (Bonus Track) 3:00
14. Song for Lou (Bonus Track) 4:34
15. Don't Try (Bonus Track) 4:04
16. Goin'Outwest (Bonus Track) 2:51
17. Song of Fools (Bonus Track) 4:03
18. Waiting for the Set to Come In (Bonus Track)

Santa Cruz Gold (Fully Loaded)
1. Life on the Run
2. A Good Man's Got Nothing to Prove
3. Crazy Blue
4. Lemon
5. All We Have Is Our Love
6. She Ushered Me Back into My Grave
7. Erotica
8. Undiscarded Jacaranda
9. Gatsbyfied
10. I Found a New Me
11. Man on the Road
12. Hanukkah O Hanukkah (A Miracle of Lights) (Bonus Track)
13. Baby's Got a Fancy See-Through Hat (Bonus Track)
14. Song for Lou (Bonus Track)
15. Come Hell or Bitter Waters (Bonus Track 2021)
16. Speedway (Bonus Track 2021)
17. When The Heart Gets Heavy (Bonus Track 2021)
18. With A Heavy Heart (Bonus Track 2021)
19. Walk That Lonesome Valley (Bonus Track 2021)
20. Your Love is Sick (Bonus Track 2021)
21. Don't Try (feat. Mayon) (Bonus Track)
22. Goin'Outwest (feat. Mayon) (Bonus Track)
23. Song of Fools (Bonus Track)
24. Waiting for the Set to Come In (Bonus Track)

### Single
- 2006 : I Wish that I Could See You Soon
- 2008 : Try to Think About Me
- 2011 : Tell Me Something I Don't Know